# Naples (Maine)
Naples – miasto w Stanach Zjednoczonych, w stanie Maine, w hrabstwie Cumberland.